# Birch Portage 184A
Birch Portage 184A är ett reservat i Kanada.   Det ligger i provinsen Saskatchewan, i den centrala delen av landet, 2 200 km nordväst om huvudstaden Ottawa.
I omgivningarna runt Birch Portage 184A växer i huvudsak barrskog. Trakten runt Birch Portage 184A är nära nog obefolkad, med mindre än två invånare per kvadratkilometer.